# Monti Mogollón

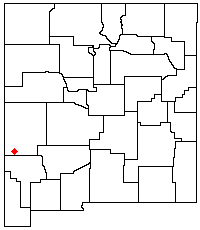
Posizione dei monti Mogollon nel Nuovo Messico occidentale.

I monti Mogollón o la catena dei Mogollón sono una catena montuosa nella contea di Grant e contea di Catron nel Nuovo Messico sud-occidentale, negli Stati Uniti d'America sud-occidentali. Si trovano principalmente all'interno dell'area protetta della Gila National Forest.

## Geografia
La catena dei monti Mogollón è situata ad ovest del fiume Gila e a est del fiume San Francisco, fra le cittadine di Reserve e Silver City. Si estendono per circa 48 km e formano lo spartiacque tra i fiumi Gila e San Francisco. La cresta della catena si trova a circa 24 km ad est della U.S. Route 180, la quale costeggia un tratto del fiume San Francisco. La Sierra Aguilada, una catena montuosa a minor altitudine, fa da confine a ovest della Route 180. La maggior parte dei monti Mogollon è inclusa dell'area Gila Wilderness, all'interno della Gila National Forest.
Il punto più alto della catena montuosa è costituito dal Whitewater Baldy, che con un'altitudine di 3.321 metri è la montagna più alta del Nuovo Messico occidentale. La catena include inoltre altre cinque vette superiori ai 3,000 metri, fra i quali il Mogollon Baldy (3.285 metri).

## Geologia
I monti Mogollón si formarono tra 40 e 35 milioni di anni fa come parte del plateau vulcanico del Datil-Mogollón. All'interno dell'area sono presenti fonti termali a testimonianza di una minima attività vulcanica residuale.

## Storia
I monti Mogollón vennero così chiamati in onore di Juan Ignacio Flores Mogollón, governatore del Nuevo Leon coloniale spagnolo dal 1712 al 1715, nel vicereame della Nuova Spagna.
I primi abitanti della zona furono i membri della cultura Mimbres, dal 300 a.C. al 1300 d.C. Successivamente la zona fu abitata dalle popolazioni dei Chiricahua e da tribù Mimbres degli Apache. Si dice che il condottiero apache Geronimo sia nato in quest'area intorno al 1829.
Negli anni 1890 vi fu qualche attività mineraria, che continuò per qualche decennio.
I monti Mogollón non devono essere confusi con il Mogollon Rim, una larga scarpata in Arizona, a circa 160 km a nord-ovest.